# Parafia św. Józefa w Gardner
Parafia św. Józefa w Gardner (ang. St. Joseph’s Parish) – parafia rzymskokatolicka położona w Gardner, Massachusetts, Stany Zjednoczone.
Jest ona jedną z wielu etnicznych, polonijnych parafii rzymskokatolickich w Nowej Anglii z mszą świętą w języku polskim dla polskich imigrantów.
Ustanowiona 6 grudnia 1908 roku. Parafia została dedykowana św. Józefowi.
W 2015 r. parafia została zamknięta.

## Historia
Pierwszym polskim osadnikiem, który przybył do Gardner był Jan Kulczyk. 2 kwietnia 1892 wylądował w Nowym Jorku, a następnego dnia przybył do Gardner. Później przybyli następni imigranci z Polski: Jan Kijek, Piotr Piaścik, Paul Cychol, Francis Wiski i Roman Kulczyk.
W 1903 roku, członkowie osady polskiej w Gardner zaczęli organizować stowarzyszenia i grupy interesu. Pierwszą taką organizacją był Związek Narodowy Polski USA założony w 1903 roku. Kilka lat później pojawił się pomysł utworzenia lokalnej społeczności braterskiej pomocy. Po wielu spotkaniach i pracach, 2 marca 1906 powstało Towarzystwo św. Józefa. Od 11 września każdemu członkowi Towarzystwa płacono pięć dolarów tygodniowo za pomoc osobom chorym lub kalekim.
W dniu 5 maja 1907, komitet złożony z Eugene Pliskowski, Stanley Hryniewicz, Roman Kulczyk, Mateusza Kodys, zakupił działki na 358 Pleasant St. Po uzyskaniu zezwolenia od Biskupa Springfield, Thomas D. Beaven, na założenie parafii św. Józefa i otrzymaniu zgody na polskiego proboszcza, 6 grudnia 1908 osadnicy w Gardner powitali, przybyłego do nich, ks. Juliusz Rodziewicza, jako pierwszego proboszcza. 6 grudnia 1908 roku Parafia św. Józefa została kanonicznie ustanowiona, a ks. Juliusz Rodziewicz odprawił swoją pierwszą Mszę św. w kościele Różańca Świętego.

## Proboszczowie
- ks. Juliusz Rodziewicz (1908–1912)
- ks. Andrzej Krzywda (1912–1913)
- ks. John Mardyrosiewicz (1913–1914)
- ks. Stanisław Chlapowski (1914–1950)
- ks. Władysław Radzik (1950–1957)
- ks. Henry Banach (1957–1959)
- ks. Józef Niedzwiecki (1959–1978)
- ks. Kazimierz Kurzawski (1978–1991)
- ks. Karol Borowski (1991–1993)
- ks. Franciszek Piechocki (1993–1994)
- ks. Thomas Tokarz (1994–2015)